# كأس السوبر السوري لكرة السلة
كأس السوبر السوري لكرة السلة هي مسابقة كأس السوبر المحلية لكرة السلة من الدرجة الأولى، والتي يتم لعبها بين الأندية المحترفة في سوريا. تأسس عام 2021 ككأس سوبر جديد مكون من أفضل الأندية السورية. وفي عام 2022، انضم فريقان من الدوري اللبناني لكرة السلة إلى كأس السوبر.

## الشكل
وفقًا للشكل الحالي للمسابقة، تتأهل الفرق الأربعة الأولى من الموسم السابق من الدوري السوري لكرة السلة، إلى جانب الفائز بكأس سوريا، تلقائيًا. في عام 2022، اتّفق الاتحاد السوري لكرة السلة مع الاتحاد اللبناني لكرة السلة على أنه في موسم 2022-23، سيدخل فريقان من الدوري اللبناني لكرة السلة في المنافسة.
في الجولة الأولى، يلعب كل فريق مباراة واحدة، ويتأهل أفضل فريقين إلى النهائيات. تقام المباراة النهائية من مباراة واحدة. تقام المسابقة سنويًا في شهر أكتوبر.

## الفائزون

### الألقاب حسب النادي
| النادي  | الفائز | الوصيف | سنوات الفوز | سنوات الخسارة |
| ------- | ------ | ------ | ----------- | ------------- |
| الاتحاد | 1      | 1      | 2021        | 2022          |
| الوحدة  | 1      | 1      | 2022        | 2021          |

### الألقاب حسب المدينة
| المدينة | مرات الفوز | الأندية |
| ------- | ---------- | ------- |
| حلب     | 1          | الاتحاد |
| دمشق    | 1          | الوحدة  |

## الرعاة
الرعاة الرئيسيون للبطولة هم بنك سورية والخليج، فاتورة، لاكتوميل، سينالكو، سيريتل، أجنحة الشام للطيران، قناة سما الفضائية والقناة الفضائية السورية.